# Reformers Football Club
El Reformers Football Club fue un equipo de fútbol de la era amateur del fútbol uruguayo, a inicios del siglo XX. A pesar de su corta trayectoria, su nombre trascendió épocas siendo recordado hasta hoy en día.

## Historia
Participó por primera vez en la Primera División en el Campeonato Uruguayo de Fútbol 1913, y se mantuvo en el círculo de privilegio durante 9 años consecutivos, de allí que su nombre se hiciera tan reconocido. Descendió en el Campeonato Uruguayo de Fútbol 1921 y luego militó en la Federación Uruguaya de Football.

## Datos del club
- Temporadas en 1ª: 9
- Mejor puesto en Primera División: 6º (1913, 1914, 1918 y 1920)
- Peor puesto en Primera División: 12º (último) (1921)

## Reformers en la cultura uruguaya
La frase "A la carga, Reformers", atribuida a los parciales del club, trascendió épocas y es usada hoy en día especialmente en eventos deportivos, especialmente cuando un equipo va desesperadamente en busca de un resultado sin importar la manera de conseguirlo, teniendo poco para perder y mucho para ganar. La frase también se utiliza en la vida cotidiana, para relatar eventos de forma similar a la metáfora futbolera, es decir, ir con todo el ímpetu en busca de un objetivo casi perdido de antemano.